# پارک ورزشی کوکا کولا وست
پارک ورزشی کوکا کولا وست (به لاتین: Coca-Cola West Sports Park Athletics) یک ورزشگاه در ژاپن است که در توتوری واقع شده‌است.